# Matts Olsson
 Matts Olsson (Karlstad, 1 december 1988) is een Zweedse alpineskiër. Hij vertegenwoordigde zijn vaderland op de Olympische Winterspelen 2014 in Sotsji en op de Olympische Winterspelen 2018 in Pyeongchang.

## Carrière
Tijdens de wereldkampioenschappen alpineskiën 2007 in Åre eindigde Olsson als 28e op de Super G en als 36e op de afdaling. Hij maakte zijn wereldbekerdebuut in december 2007 tijdens de reuzenslalom in Sölden. In februari 2009 scoorde de Zweed in Kranjska Gora zijn eerste wereldbekerpunten. 
In december 2010 behaalde Olsson in Alta Badia zijn eerste toptienklassering in een wereldbekerwedstrijd. Op de Wereldkampioenschappen alpineskiën 2011 in Garmisch-Partenkirchen behaalde hij een bronzen medaille met het Zweedse team in de gemengde landenwedstrijd, op de reuzenslalom eindigde hij op de achttiende plaats. In Schladming nam de Zweed deel aan de wereldkampioenschappen alpineskiën 2013. Op dit toernooi eindigde hij als 32e op de Super G. Tijdens de Olympische Winterspelen van 2014 in Sotsji eindigde Olsson als veertiende op de reuzenslalom.
Op de wereldkampioenschappen alpineskiën 2015 in Beaver Creek eindigde hij als vijfde op de reuzenslalom. In januari 2017 stond de Zweed in Garmisch-Partenkirchen voor de eerste maal in zijn carrière op het podium van een wereldbekerwedstrijd. In Sankt Moritz nam Olsson deel aan wereldkampioenschappen alpineskiën 2017. Op dit toernooi eindigde hij als zesde op de reuzenslalom. Op 18 december 2017 boekte hij in Alta Badia zijn eerste wereldbekerzege. Tijdens de Olympische Winterspelen van 2018 in Pyeongchang eindigde de Zweed als tiende op de reuzenslalom.

## Resultaten

### Olympische Spelen
| Jaar | Plaats      | Resultaten       |
| ---- | ----------- | ---------------- |
| 2014 | Sotsji      | 14e Reuzenslalom |
| 2018 | Pyeongchang | 10e Reuzenslalom |

### Wereldkampioenschappen
| Jaar | Plaats                 | Resultaten                            |
| ---- | ---------------------- | ------------------------------------- |
| 2007 | Åre                    | 28e Super-G 36e Afdaling              |
| 2011 | Garmisch-Partenkirchen | 18e Reuzenslalom · 24e Super G · Team |
| 2013 | Schladming             | 32e Super G                           |
| 2015 | Beaver Creek           | 5e Reuzenslalom                       |
| 2017 | Sankt Moritz           | 6e Reuzenslalom                       |
| 2019 | Åre                    | 16e Reuzenslalom                      |

### Wereldbeker
Eindklasseringen
| Seizoen   | Algm | RS  | PAR | SC  |
| --------- | ---- | --- | --- | --- |
| 2008/2009 | 145e | 50e |     | -   |
| 2010/2011 | 63e  | 13e |     | 42e |
| 2011/2012 | 65e  | 21e |     | -   |
| 2012/2013 | 79e  | 26e |     | -   |
| 2013/2014 | 47e  | 13e |     | -   |
| 2014/2015 | 73e  | 22e |     | -   |
| 2016/2017 | 32e  | 8e  |     | -   |
| 2017/2018 | 27e  | 5e  |     | -   |
| 2018/2019 | 29e  | 6e  |     | -   |
| 2019/2020 | 79e  | 21e | 42e | -   |

Wereldbekerzeges
| Datum            | Plaats     | Onderdeel            |
| ---------------- | ---------- | -------------------- |
| 18 december 2017 | Alta Badia | Parallelreuzenslalom |